# Chiostri del Carmine Maggiore

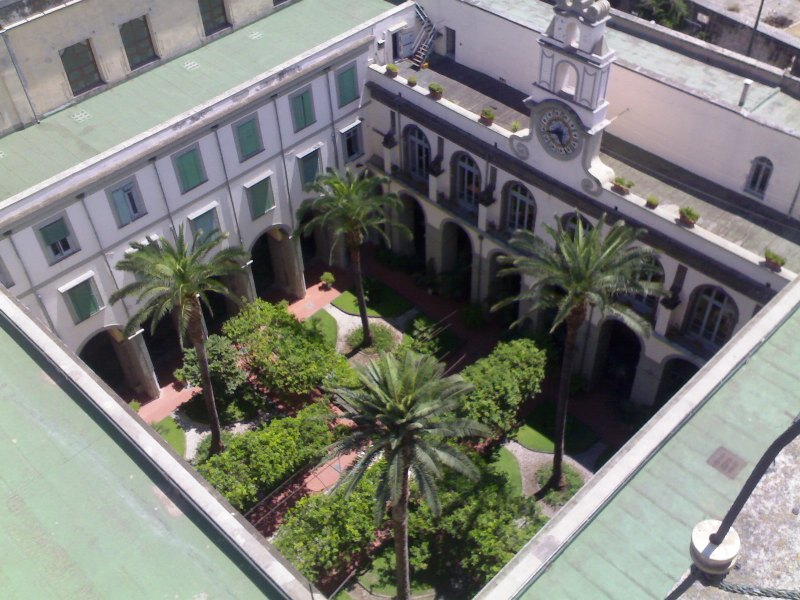
Il chiostro degli affreschi visto dall'alto

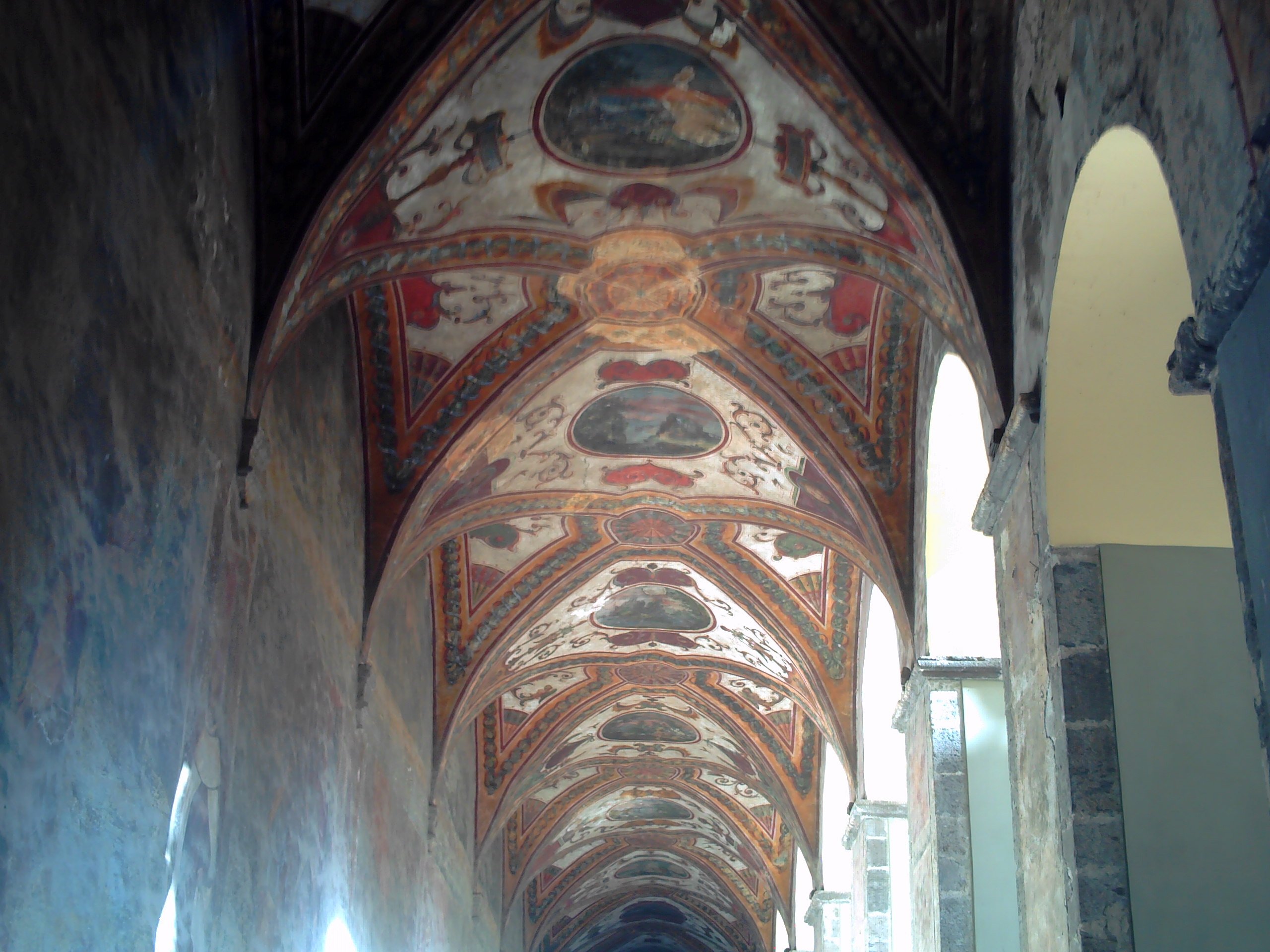
Le volte a crociera affrescate

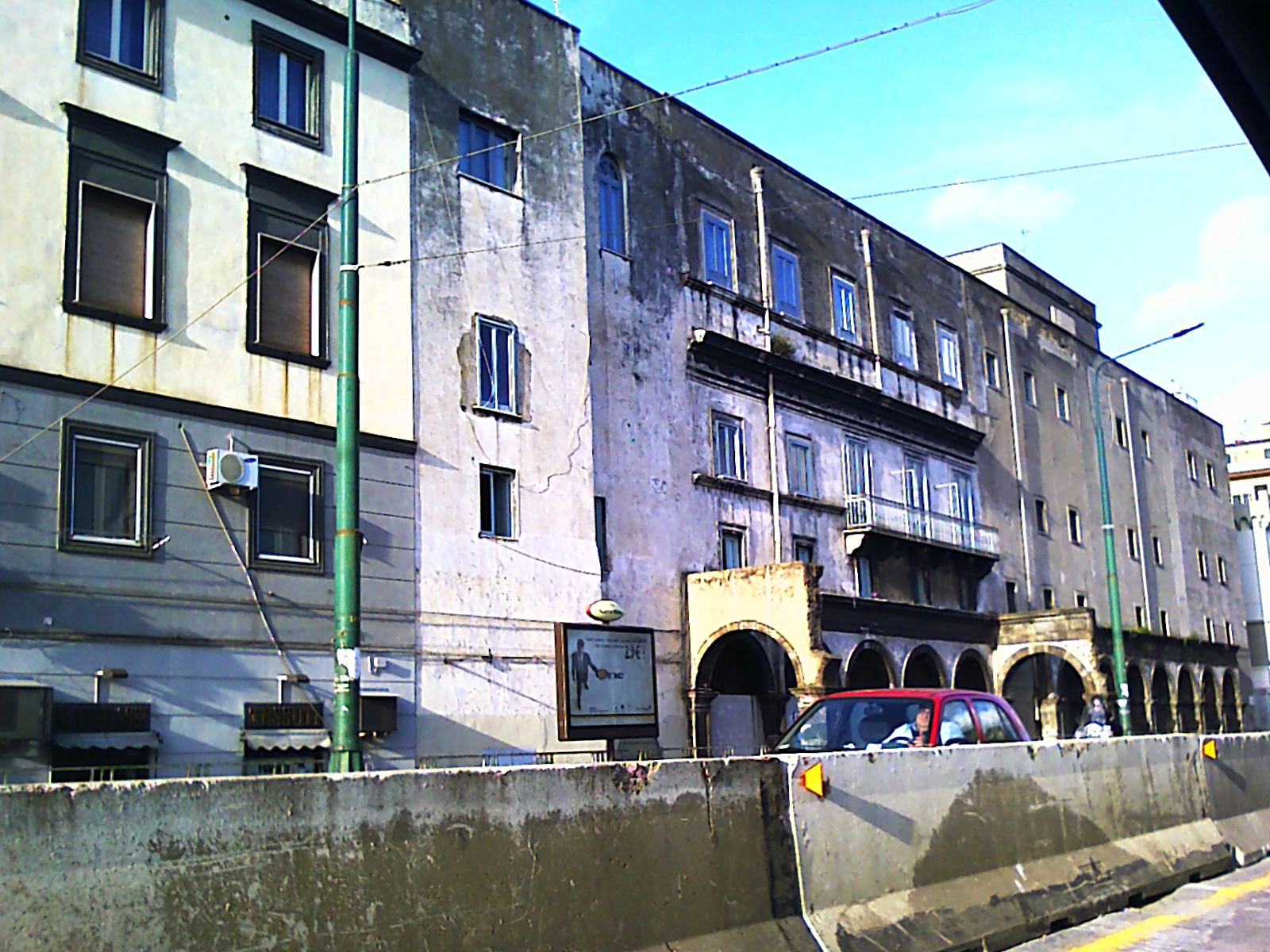
Chiostro rinascimentale demolito

I chiostri del Carmine Maggiore sono strutture monumentali della città di Napoli; sono siti nell'omonimo complesso religioso, nei pressi di piazza del Mercato.

## Descrizione
Il chiostro piccolo risalente al 1466 e conseguente all'ampliamento del complesso religioso lungo l'area che si estendeva verso il mare, era di forma quadrata (25 metri per ogni lato). Questa struttura, in seguito, fu usata come carcere militare e successivamente come scuola di guardie carcerarie e caserma. Con l'edificazione di via Marina, questo, andò distrutto e oggi, dalla strada, sono solo visibili i resti dei suoi vecchi archi rinascimentali.

### Il chiostro degli affreschi
Il secondo chiostro, detto degli affreschi, il cui ingresso è all'immediata sinistra della chiesa basilicale, fu eretto verso la fine del XVI secolo: un periodo di rinnovamento dell'intero complesso, ai tempi del governo del duca d'Alcalà. I dipinti sono opera di Giovanni da Pistoia e Giovanni Balducci da Firenze. Altri affreschi sono stati realizzati grazie alle offerte dei fedeli della zona; essi raffigurano i cicli pittorici dedicati ai santi patriarchi Elia ed Eliseo e dei santi carmelitani Angelo, Cirillo, ecc.. Sulla prima ala sono raffigurate le nove storie di Elia, mentre sulle facce interne dello stesso portico, vi sono sedici raffigurazioni a grandezza naturale dei più illustri rappresentanti dell'ordine carmelitano. 
Il successivo ciclo pittorico, caratterizzante le storie di Eliseo, raffigura anch'esso, i prodigi del profeta.
Gli affreschi sono caratterizzati anche da cartigli in versi che narrano i miracoli e le gesta dei santi raffigurati: sono brevi componimenti del priore padre Carlo Sernicola. 
Nello stesso portico, il celebre sepolcro di Francesco Rossi è composto da una pseudo edicola di medie dimensioni, con nicchia; in alto si può ammirare la statua del defunto intento a pregare. Successivamente vi è il sepolcro di Errico de Anna, la cui scultura lo rappresenta in modo fiero ed altero, con spada alla sinistra e mani incrociate sull'addome.

### Il convento e le sue vicende storiche
Durante la rivolta di Masaniello, l'intero complesso religioso fu assediato dal popolo e fu danneggiato. Distruzioni ancora più gravi, invece, si verificarono durante il governo spagnolo che, ricordiamo, attraverso le sue tasse ed altre forme di oppressioni, mise la città in ginocchio; di conseguenza, spesso, venivano distrutte e/o maltenute anche varie strutture, tra cui quella in questione che venne occupata per 16 anni, fino al 1663. Con la peste, le strutture furono usate come ospedali improvvisati, in seguito, vi fu la separazione del convento dalle fortificazioni e i monaci carmelitani, presto attuarono i loro piani di restauro, che ammontarono a 3000 ducati. 
Nel 1866, con l'ulteriore soppressione degli ordini, i Carmelitani furono espulsi dal convento, che venne destinato di nuovo a scopi militari, che andranno però via via riducendosi.

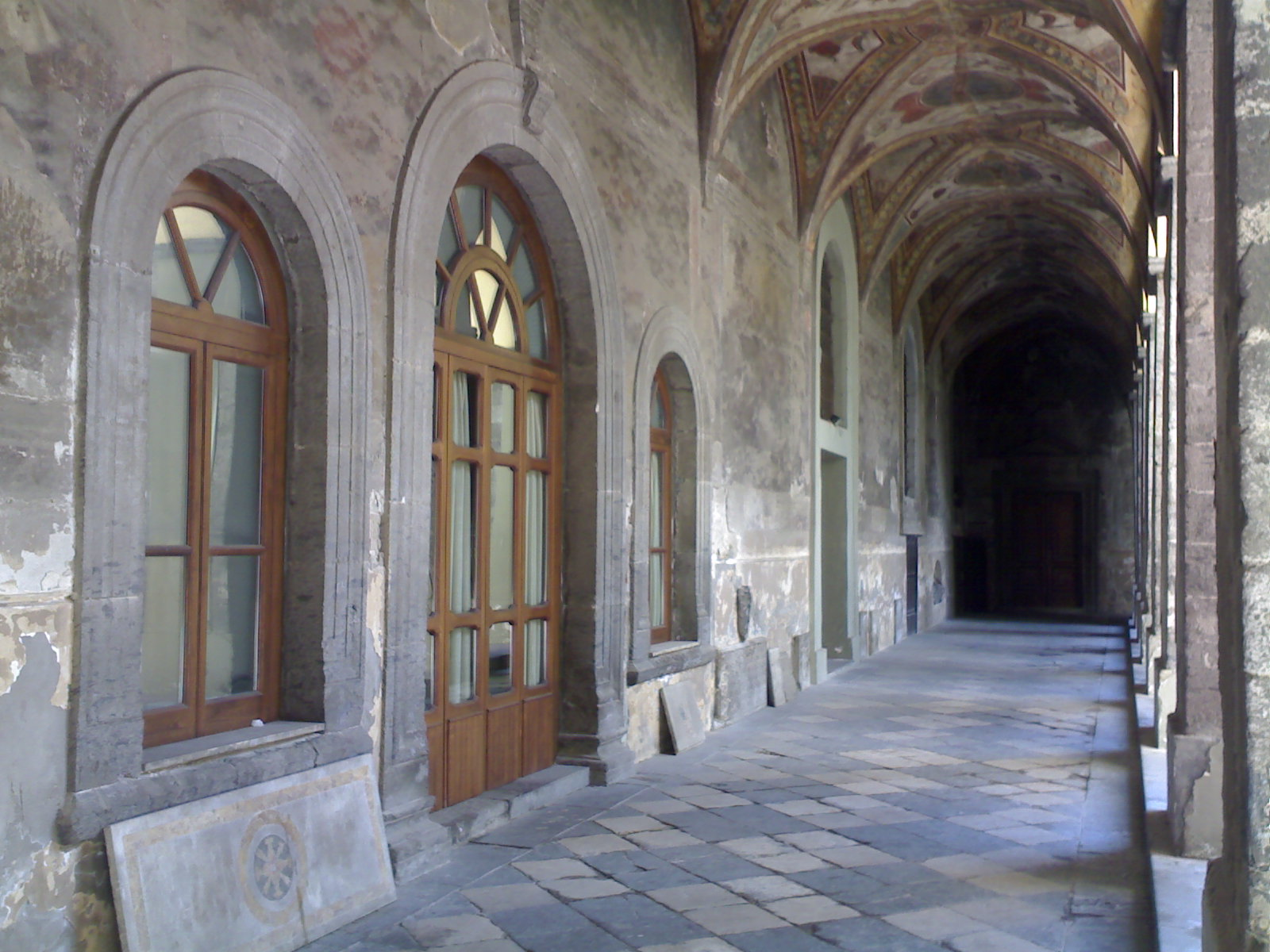
Corridoio del chiostro con sala del Capitolo, oggi delle confessioni
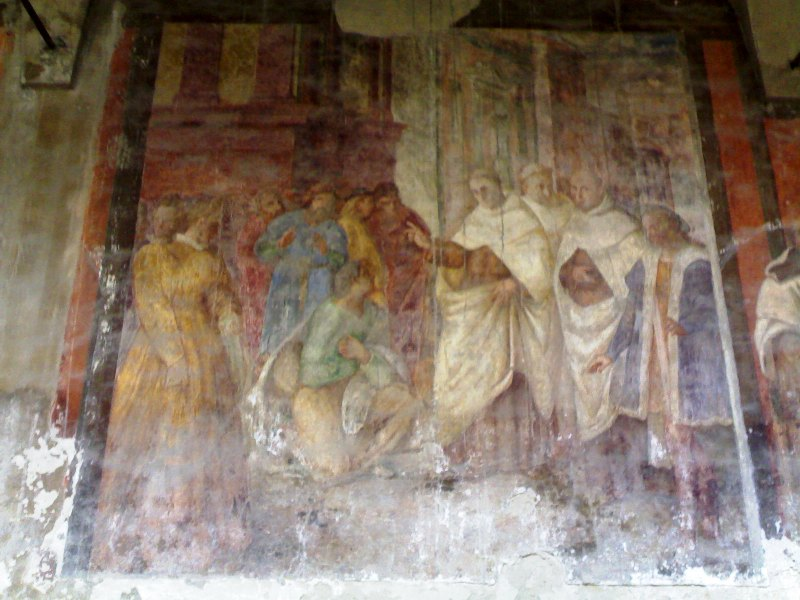
Affreschi del chiostro
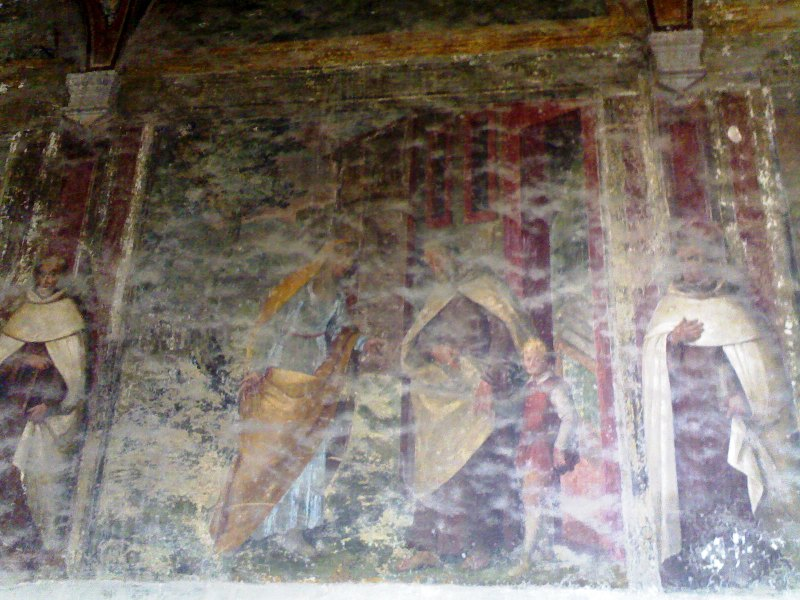
Affreschi del chiostro, particolare
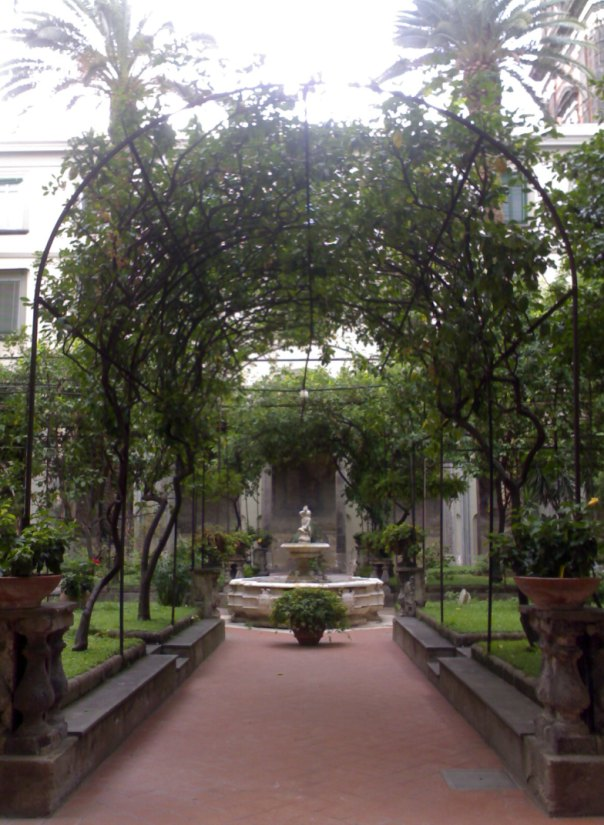
Corridoio centrale del chiostro, con fontana del XVI secolo
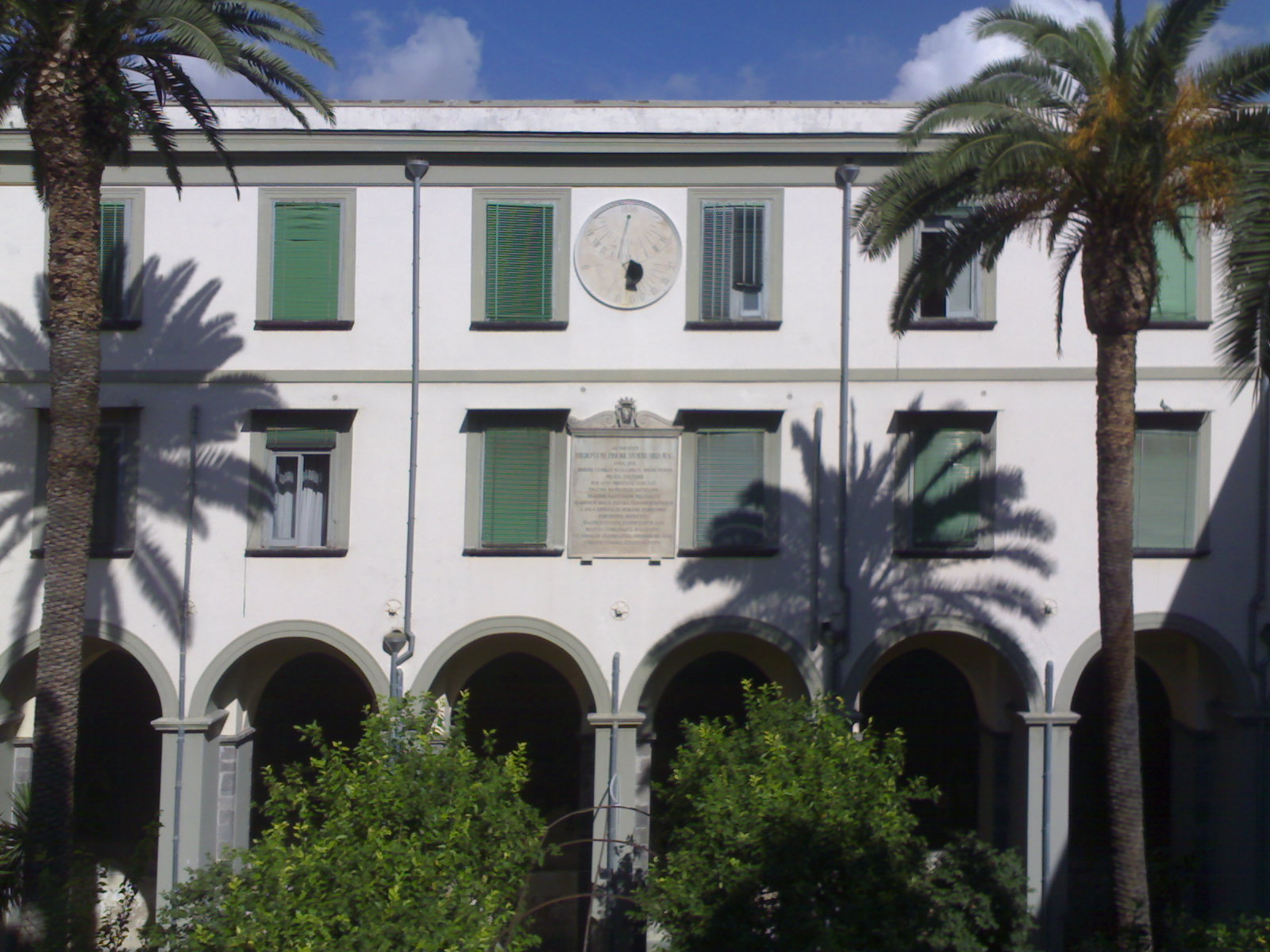
Facciata del convento con meridiana
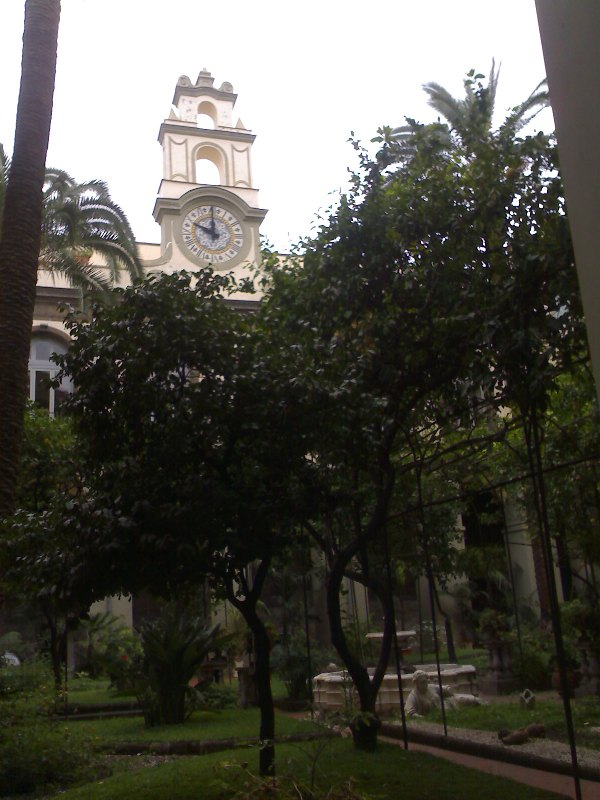
Orologio maiolicato del chiostro
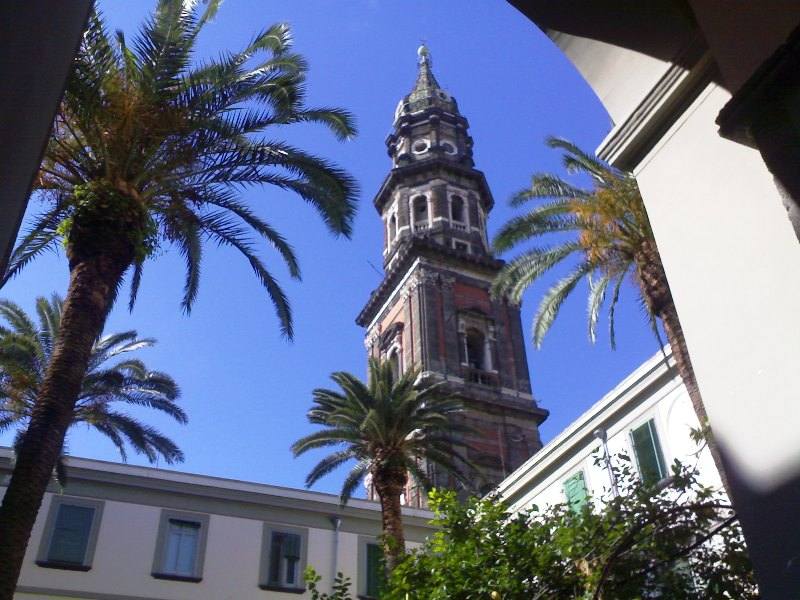
Campanile visto dal chiostro